# Samsung Galaxy Z Fold 5
A Samsung Galaxy Z Fold 5 felső kategóriás hajlítható okostelefon, amit 2023. július 26-án jelentett be a Samsung.

## Fogadtatás
Sokan kifogásolták azt, hogy nem fejlődött sokat az elődjéhez képest, kicsivel könnyebb és vékonyabb a Z Fold 4-hez képest. A kamera és a chipset ugyanolyan, mint a Galaxy S23-as szériának.

## Specifikációk
Snapdragon 8 Gen 2 chipset, amit Samsungra optimalizáltak, IPX8-as vízállóság, 50 mp kamera.